# Heinrich Herzog (Lehrer)
Heinrich Herzog (* 23. Januar 1822 in Rekingen; † 7. Januar 1898 in Aarau), heimatberechtigt in Rekingen, war ein Schweizer Lehrer und Jugendschriftsteller.

## Leben

### Familie
Heinrich Herzog war der Sohn des Landwirts Jakob Herzog.
Er war seit 1854 mit Angelika (* 2. Juni 1825 in Aarau; † 12. Januar 1901), der Tochter des Aarauer Lehrers, Kantonsbibliothekars und Publizisten Georg Andreas Hagnauer (1783–1848), verheiratet.

### Werdegang
Heinrich Herzog erhielt von 1841 bis 1844 eine Ausbildung am aargauischen Lehrerseminar in Lenzburg (heute Lehrerseminar Wettingen), das damals unter der Leitung von Augustin Keller stand.
Nach der Ausbildung war er anfangs von 1845 bis 1851 als Lehrer an der Gemeindeschule in Gebenstorf und von 1851 bis 1895 an der Gemeindeschule in Aarau tätig. In der Zeit von 1860 bis 1866 unterrichtete er in Aarau an der Bezirksschule.
Er gehörte der Jugendschriftenkommission des Schweizerischen Lehrervereins an und war zeitweilig auch deren Präsident.
1895 nahm er seinen Abschied als Lehrer.

### Schriftstellerisches Wirken
Neben seiner Tätigkeit als Lehrer war Heinrich Herzog, gemeinsam mit Otto Sutermeister, Mitarbeiter der Illustrierten Jugendblätter zur Unterhaltung und Belehrung und von 1888 bis zu seinem Tod Redaktor des Eidgenössischen Nationalkalenders für das Schweizervolk.
Er verfasste Lehrbücher sowie zahlreiche Kinder- und Jugendbücher, deren Stoffe er der Geschichte, der Volkskunde, der Mythologie und den Märchen entnahm.

### Mitgliedschaften
Heinrich Herzog war Mitglied der Historischen Gesellschaft des Kantons Aargau.

## Schriften (Auswahl)
- Kleine Erzählungen aus der Schweizergeschichte. 1867 (3. Auflage) (Digitalisat).
- Schweizersagen. Für Jung und Alt dargestellt.
  - 1. Sammlung. Aarau, 1871 (Digitalisat).
  - 2. Sammlung. Aarau, 1882 (Digitalisat).
- Erzählungen aus der Schweizergeschichte. Aarau, 1878 (4. Auflage) (Digitalisat).
- Schweizerische Volksfeste, Sitten und Gebräuche. 1884 (Digitalisat).
- Alemannisches Kinderbuch. Lahr, Schauenburg, 1895 (Digitalisat).
- Die schweizerischen Frauen in Sage und Geschichte. 1898.